# یواس‌اس کومودور هال (۱۸۶۲)
یواس‌اس کومودور هال (۱۸۶۲) (به انگلیسی: USS Commodore Hull (1862)) یک کشتی بود که طول آن ۱۴۱ فوت (۴۳ متر) بود. این کشتی در سال ۱۸۶۰ ساخته شد.